# Arnold Wienholt (Mediziner)

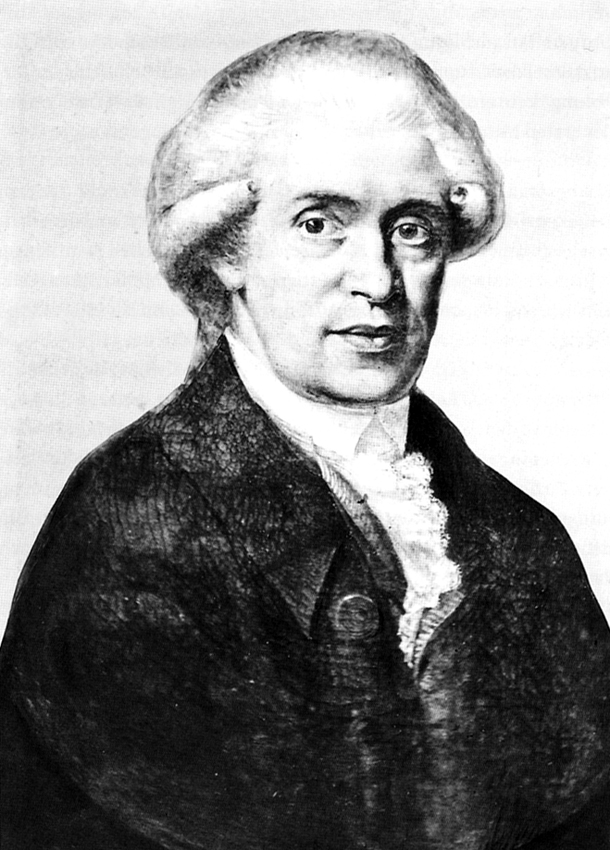
Arnold Wienholt

Arnold Wienholt (* 18. August 1749 in Bremen; † 1. September 1804 in Bremen) war ein Arzt in Bremen.

## Biografie
Der von seinen Biographen als wissbegierig und fleißig geschilderte Sohn eines wohlhabenden Kaufmanns studierte ab 1771 in Göttingen, promovierte dort 1772 und sammelte in Wien praktische Erfahrungen als Mediziner, bevor er über Berlin nach Bremen zurückkehrte und hier 1773 eine eigene Praxis eröffnete. Er pflegte weiter seine wissenschaftlichen Interessen und gründete 1774 mit Gleichgesinnten das Physikalische Kabinett, aus dem später die Gesellschaft Museum hervorging. 1777 wurde er Stadtphysicus als Nachfolger von Christian Adam Gondela (1726–1777), also oberster Gesundheitsbeamter Bremens und gab eine verbesserte Apothekenordnung und einen Bericht über die Pest von 1712/13 heraus. Am 14. April 1780 heiratete er Johanne Misler aus Hamburg, mit der er fünf Kinder hatte, darunter den Kaufmann und Senator Johann Gottfried Wienholt (1783–1835) und Daniel Wienholt, der 1817 mit 26 Jahren in Berlin starb.
1786 besuchte Johann Caspar Lavater Bremen und begeisterte Wienholt für den „animalischen Magnetismus“, eine der Hypnose verwandte Behandlungsweise, deren Erfolge heute auf Placeboeffekte zurückgeführt werden. Wienholt jedenfalls behandelte zunächst „einige an schweren convulsivischen Nervenzufällen leidenden junge Frauenzimmern“ so wirkungsvoll, dass der Arzt und Astronom Heinrich Wilhelm Olbers mit ihm weitere Krankenprotokolle führte und auch andere führende Ärzte in Bremen, Gottfried Reinhold Treviranus und Johann Heineken von seinen Heilkräften überzeugen konnte. 1802 publizierte Wienholt in zwei Bänden sein Hauptwerk Die Heilkraft des thierischen Magnetismus nach eigenen Erfahrungen anhand von 50 Krankengeschichten.
Nach seinem Tod 1804 schilderte seine Witwe in Arnold Wienholts –  Bildungsgeschichte als Mensch, Arzt und Christ eindrücklich Charakter, Religiosität und soziales Handeln des Mannes, der, auch wenn seine Lehren lange überholt sind, zu den Aufklärern in Bremen gerechnet werden muss.

## Werke
- Zus.mit Gerhard Meier, Johann Heineken: Pharmacopoea in usum officinarum Reipublicae Bremensis conscripta. Bremen, J. H. Cramer, 1792.